# 張純 (正統壬戌進士)
張純（1409年—？），字存純，浙江台州府黃巖縣人，民籍。明朝政治人物。進士出身。

## 生平
正統六年（1441年）辛酉科浙江鄉試第十八名。正統七年（1442年）聯捷壬戌科會試第七十二名，殿試登進士第三甲第二十二名。

## 家族
曾祖父張達之。祖父張維性。父亲張由益。